# Tomáš Krupčík
Tomáš Krupčík (ur. 8 stycznia 1988 w Jablonec nad Nysą) – czeski biathlonista, uczestnik igrzysk olimpijskich, mistrzostw świata oraz mistrzostw europy.
Po sezonie 2021/2022 zakończył sportową karierę.

## Osiągnięcia

### Igrzyska olimpijskie
| Rok  | Miejscowość | Konkurencje | Konkurencje | Konkurencje | Konkurencje | Konkurencje | Konkurencje | Konkurencje |
| Rok  | Miejscowość | IN          | SP          | PU          | MS          | RL          | MR          | SR          |
| ---- | ----------- | ----------- | ----------- | ----------- | ----------- | ----------- | ----------- | ----------- |
| 2014 | Soczi       | nd.         | 77.         | nd.         | nd.         | 11.         | nd.         | nd.         |

### Mistrzostwa świata
| Rok  | Miejscowość | Konkurencje | Konkurencje | Konkurencje | Konkurencje | Konkurencje | Konkurencje | Konkurencje |
| Rok  | Miejscowość | IN          | SP          | PU          | MS          | RL          | MR          | SR          |
| ---- | ----------- | ----------- | ----------- | ----------- | ----------- | ----------- | ----------- | ----------- |
| 2015 | Kontiolahti | 26.         | nd.         | nd.         | nd.         | nd.         | nd.         | nd.         |
| 2017 | Hochfilzen  | 32.         | nd.         | nd.         | nd.         | 10.         | nd.         | nd.         |
| 2019 | Östersund   | 22.         | 30.         | 18.         | 20.         | 4.          | nd.         | nd.         |

### Mistrzostwa Europy
| Rok  | Miejscowość    | Konkurencje | Konkurencje | Konkurencje | Konkurencje | Konkurencje | Konkurencje | Konkurencje |
| Rok  | Miejscowość    | IN          | SP          | PU          | MS          | RL          | MR          | SR          |
| ---- | -------------- | ----------- | ----------- | ----------- | ----------- | ----------- | ----------- | ----------- |
| 2010 | Otepää         | 31.         | 39.         | 41.         | nd.         | 14.         | nd.         | nd.         |
| 2011 | Ridnaun        | 18.         | 60.         | DNS         | nd.         | 12.         | nd.         | nd.         |
| 2012 | Osrblie        | 17.         | 62.         | nd.         | nd.         | 6.          | nd.         | nd.         |
| 2013 | Bansko         | 30.         | 36.         | 32.         | nd.         | nd.         | nd.         | nd.         |
| 2015 | Otepää         | 32.         | DNS         | 33.         | nd.         | 12.         | nd.         | nd.         |
| 2017 | Duszniki-Zdrój | 45.         | 6.          | 8.          | nd.         | nd.         | 8.          | ?.          |
| 2018 | Ridnaun        | 2.          | 10.         | 5.          | nd.         | nd.         | 5.          | ?.          |

### Puchar Świata

#### Miejsca w klasyfikacji generalnej
| Sezon     | Miejsce          |
| --------- | ---------------- |
| 2012/2013 | -                |
| 2013/2014 | 78.              |
| 2014/2015 | 66.              |
| 2015/2016 | 77.              |
| 2016/2017 | 66.              |
| 2017/2018 | 87.              |
| 2018/2019 | 41.              |
| 2019/2020 | 87.              |
| 2020/2021 | 89.              |
| 2021/2022 | nie brał udziału |